# Sky Ride

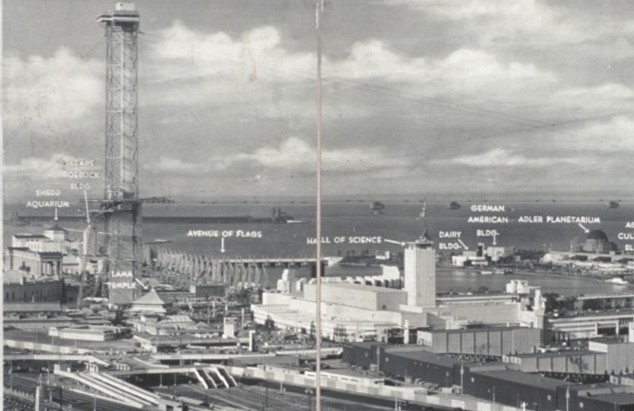
Une des tours du Sky Ride.

Le Sky Ride était la grande attraction de l'Exposition universelle de 1933 (Century of Progress), qui se tint à Chicago dans l'Illinois, en 1933-1934. Ouvrage unique en son genre, il peut être défini comme une sorte de pont transbordeur léger, à cabines multiples.

## LeSky Ride
Le Sky Ride est d'abord un pont suspendu à haubans, long de 564 m, entre des tours de 628 pieds de haut, chacune pourvue de quatre ascenseurs (architectes : Robinson & Steinman). Enjambant un bassin à vocation portuaire sur le lac Michigan, il ressemble, vu de loin, à un pont transbordeur de dimensions exceptionnelles. Mais on pourrait tout aussi bien considérer cette construction légère et éphémère, destinée au seul transport des personnes à des fins d'observation panoramique, comme une sorte de téléphérique, ou même de télécabine, puisqu'elle était pourvue de 12 cabines à deux niveaux pouvant accueillir chacune 36 passagers. 
Le soir, des projecteurs se concentraient sur les cabines qui émettaient des panaches de fumée et semblaient évoluer dans le ciel comme de petites fusées autonomes.
Conçu uniquement comme une attraction éphémère, le Sky Ride fut démonté à la fin de l'exposition, en novembre 1934. 

## Images
- Carte postale coloriée
- Photographie panoramique prise par Harry Koss le 22 août 1933. Library of congress
- Photographie panoramique prise par Harry Koss le 30 octobre 1933. Library of congress
- Images et objets Niederelbe